# عمر بن علاء

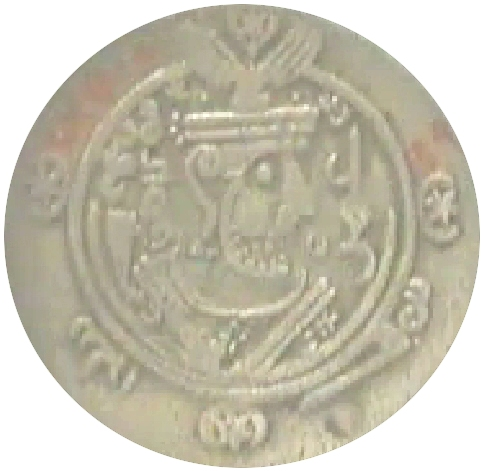
سکه ضرب شده توسط عمر بن علا در طبرستان

عمر بن العلاابن المطلب از موالی و از مردم ری و یکی از حکام خلافت عربی در طبرستان بود. او جانشین خالد بن برمک بود و برای اولین بار از سال ۱۵۴ تا سال ۱۶۱ قمری یا ۷۷۰-۷۷۱ تا ۷۷۷-۷۷۸ میلادی در زمان خلافت منصور به مدت ۷ سال به حکمرانی انتخاب شد. در زمان حکمرانی او مهدی به خلافت رسید. خلیفه مهدی وقتی خبردار شد که او دختر مهرویه نامی را به همسری گرفته است سخت خشمناک شد و او را از حکمرانی عزل کرد. عمر بن علاء برای دومین بار در سال ۱۶۳-۱۶۴ قمری یا ۷۷۹-۷۸۰ میلادی به حکمرانی طبرستان رسید. او همچنین برای سومین بار پس از یحیی ابن داود حرشی در سال ۱۶۷ قمری یا ۷۸۳-۷۸۴ میلادی حاکم طبرستان و رویان شد.

## احکام و انتصابات
متن اعزام عمر برای نبرد با اسپهبد توسط منصور دوانیقی در سال ۱۴۱ هجری که در تاریخ طبری آمده است:
فوجه ابو جعفر عمر بن العلاء الذى يقول فيه بشار: فقل للخليفة ان جئته نصيحا و لا خير في المتهم إذا ايقظتك حروب العدا فنبه لها عمرا ثم نم فتى لا ينام على دمنه و لا يشرب الماء الا بدم 
متن انتصاب او در سال ۱۶۳ پس از برکناری سعید بن دعلج:
و عزل سعيد بن دعلج عن طبرستان و الرّويان، و ولاّهما عمر ابن العلاء،
متن حکم انتصاب او پس از یحیی بن داود در سال ۱۶۷ به شرح زیر است:
و فيها عزل يحيى الحرشيّ‌ عن طبرستان و الرّويان، و ما كان إليه، و وليه عمر بن العلاء،

## فتح کلار و چالوس
پس از شکست اسپهبد خورشید، آخرین اسپهبد طبرستان در سال ۱۴۴ قمری، عمر بن علاء، عامل خلافت عباسی، توانست کلار و چالوس را فتح کند. از چهل و پنج موضعی که خلیفه عباسی از تمیشه تا کلار در طبرستان سپاه گذاشته بود ده موضع در رویان قرار داشت که در کجور، مرکز رویان، شش هزار مرد و در چالوس پانصد مرد و کلار (کلاردشت) پانصد مرد و ناتل پانصد مرد و سعیدآباد (مرزن‌آباد) هزار مرد جنگجوی عباسی حضور داشتند که پس از شورش طبرستان در سال ۱۶۹ قمری تمام آنها زا جمله عمر توسط مردمان طبرستان کشته شدند.

## سکه شناسی
سکه های بجا مانده از عمر بن علا به سبک سکه های ساسانی ضرب شده اند؛ یعنی تصویر شاه با تاج بالدار ساسانی، گردنبند و گوشواره بر روی سکه و یک آتشدان همراه با هیربدان در پشت سکه نقر شده اند. در حواشی رو و پشت سکه، علائمی به صورت ماه و ستاره دیده می شوند. در برخی از سکه ها نام «عمر» با حروف عربی در مقابل صورت شاه ضرب شده و در برخی دیگر نام وی با حروف پهلوی (wml یا AWMR) دیده می شود. در نوع دیگری از سکه ها، نام کامل او به‌صورت «عمر بن العلا» در حاشیه روی سکه دیده می شود. اما در هر سه نوع سکه کلماتی به زبان پهلوی با مضامین «نیک و عالی» _با عبارات: nywk pd_ به چشم می خورد.

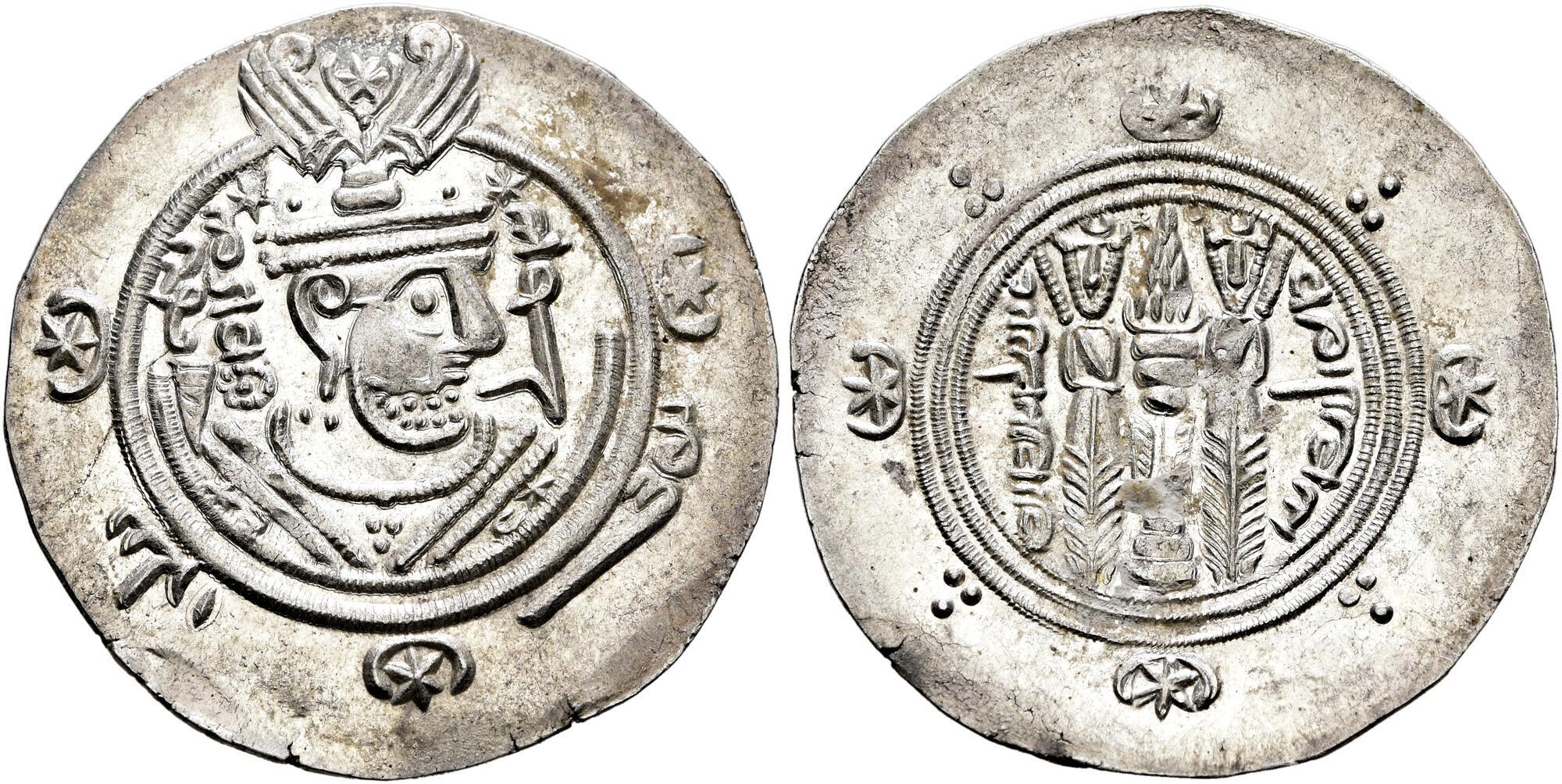
سکه نیم درهمی عمر بن علا با خط پهلوی
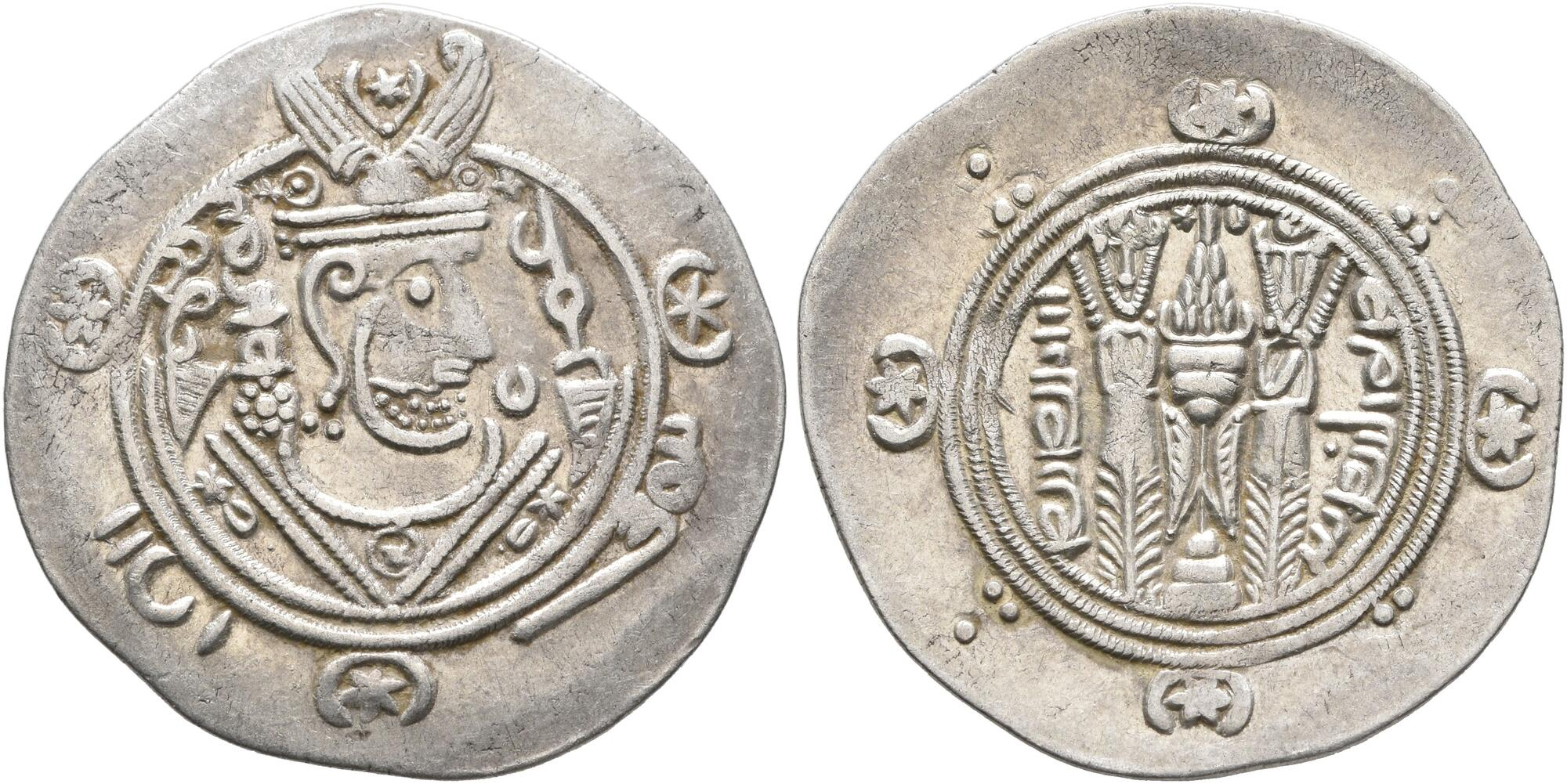
سکه نیم درهمی عمر بن علا با خط عربی
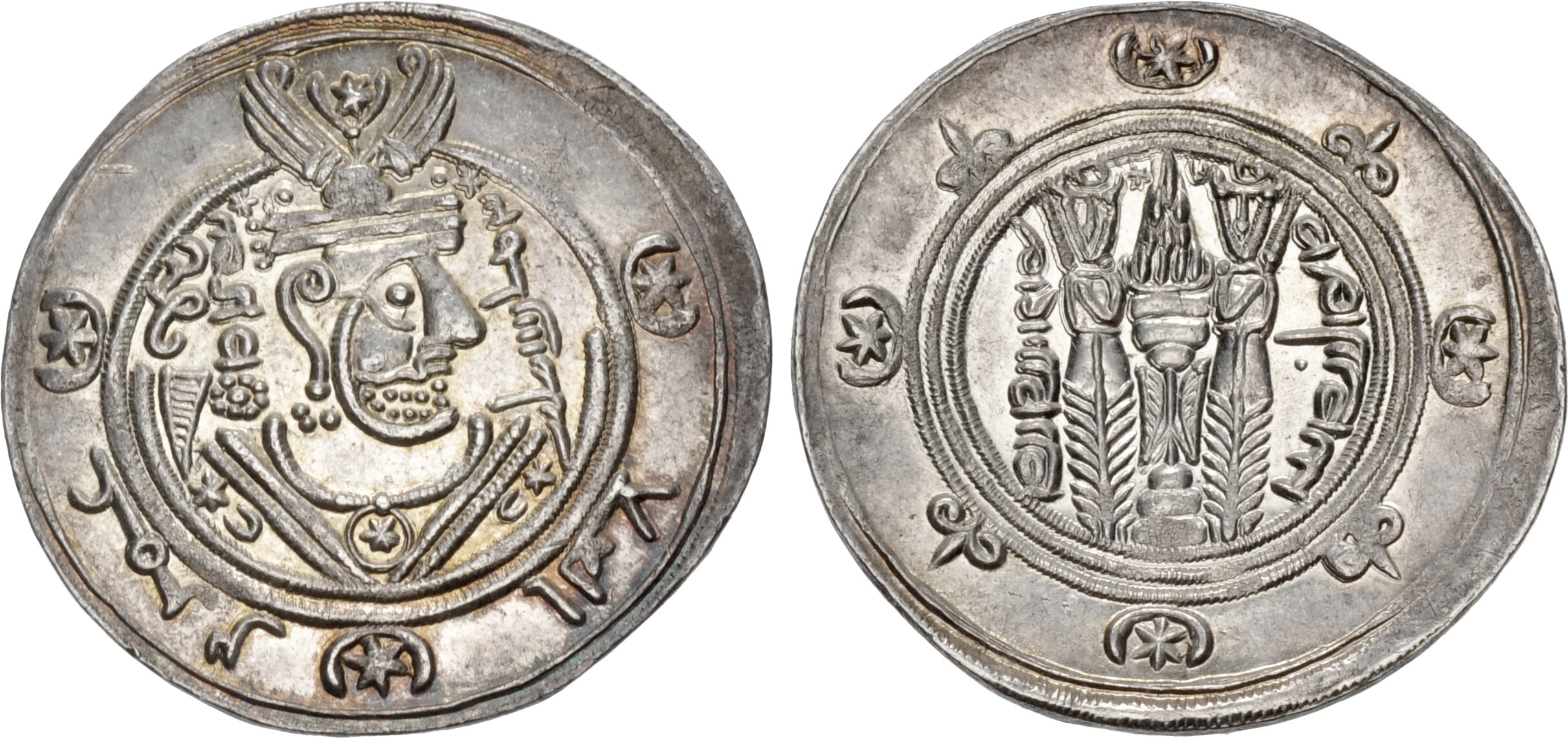
نیم درهمی عمر بن علا با نام او در حاشیه رویی